# Kunstschau Wien 1908
Die Kunstschau 1908 war eine von der Gruppe um Gustav Klimt und Josef Hoffmann vom 1. Juni bis zum 16. November 1908 abgehaltene Kunst- und Kunsthandwerksausstellung auf dem Gelände des heutigen Wiener Konzerthauses. Sie zählte zur Vielzahl an Veranstaltungen und Festlichkeiten aus Anlass des 60-Jahre-Regierungsjubiläums von Kaiser Franz Joseph I. Sie gilt als bahnbrechendes Ereignis der Wiener Moderne.
Das Ausstellungskomitee um Gustav Klimt stand unter hohem Zeitdruck. Es entwickelte aber ein konsistentes Programm und organisierte als Ausstellungsgelände im Zentrum Wiens den noch leeren Bauplatz des Konzerthauses. Bei der Gestaltung der Räume wirkten Koloman Moser, Alfred Roller und Carl Otto Czeschka mit. Ausgestellt wurden Werke von etwa 130 Künstlern, darunter Der Kuss von Klimt; dieses Gemälde wurde vom damaligen k.k. Ministerium für Cultus und Unterricht unter Minister Gustav Marchet angekauft und ist heute Prunkstück im Wiener Belvedere.
Ausgestellt wurden auch Arbeiten von Mitgliedern der Klimt-Gruppe (Josef Hoffmann, Carl Moll, Wilhelm List, Adolf Hölzel u. a.) und von jungen Talenten wie Oskar Kokoschka, Elena Luksch-Makowsky, Max Oppenheimer und Heinrich Schröder.

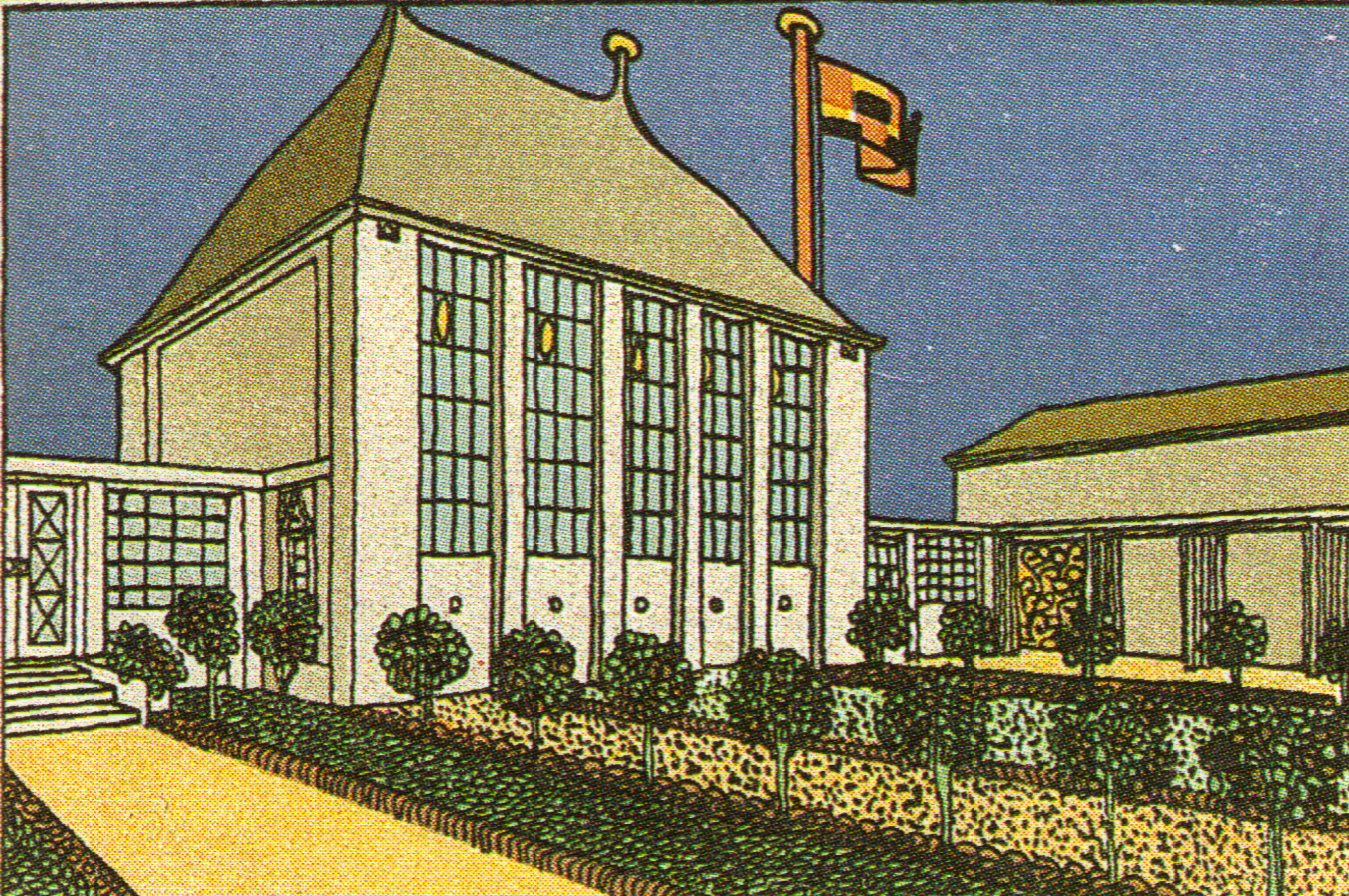
Kunstschau 1908: Hauptgebäude. Postkarte, gestaltet von Emil Hoppe
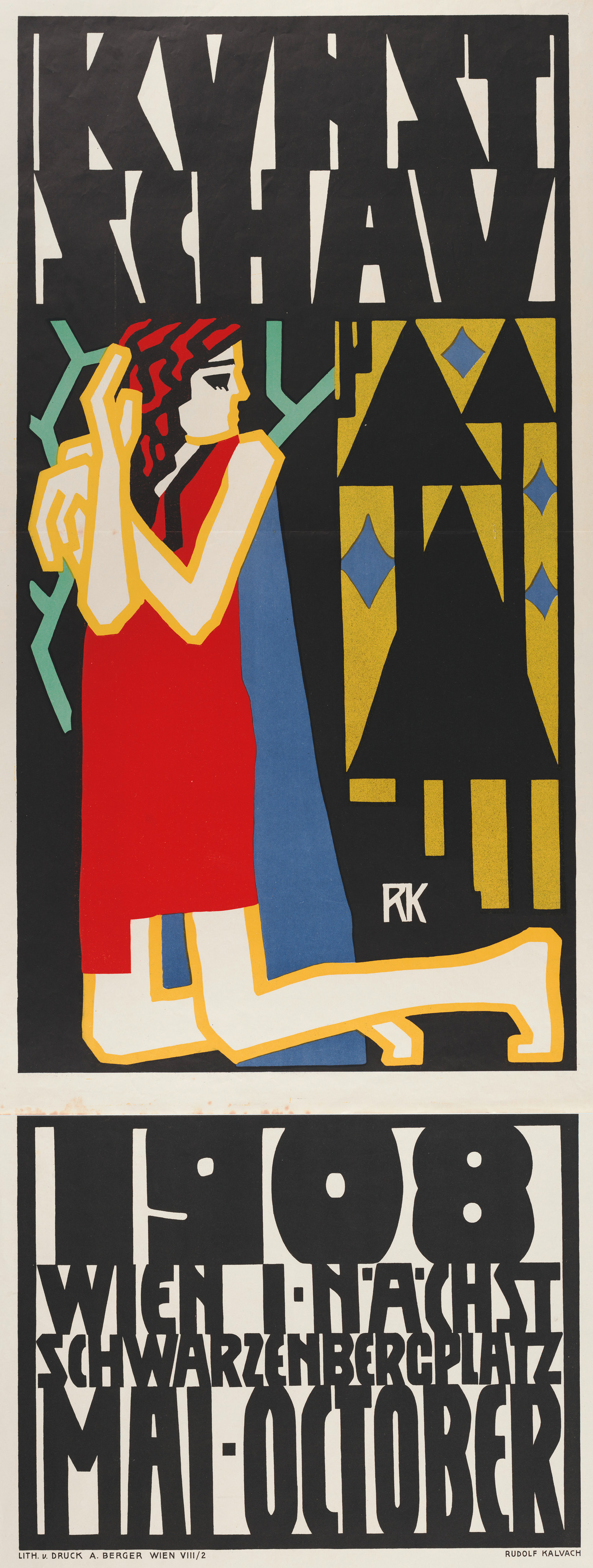
Plakat Rudolf Kalvachs
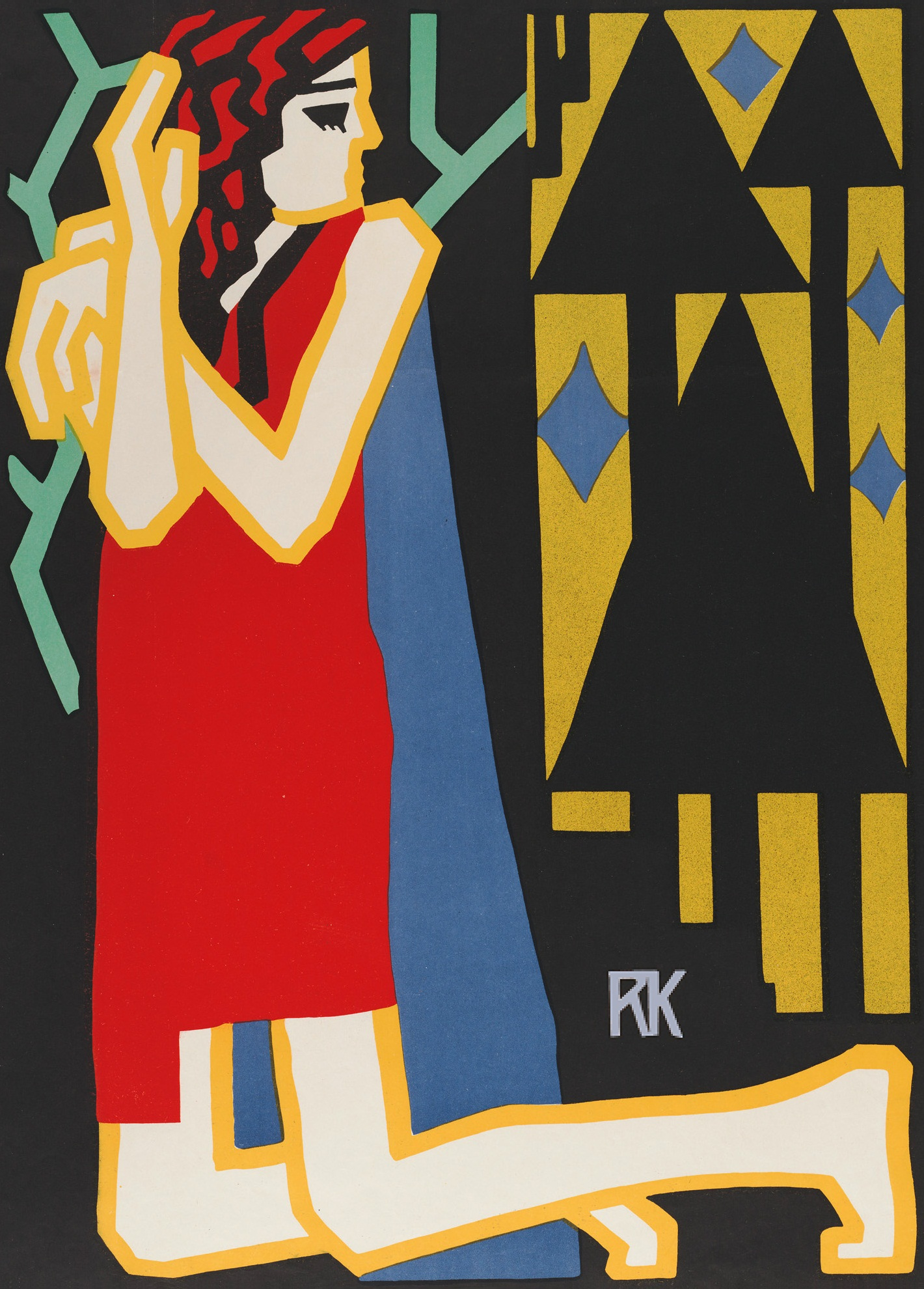
Detail des Plakats
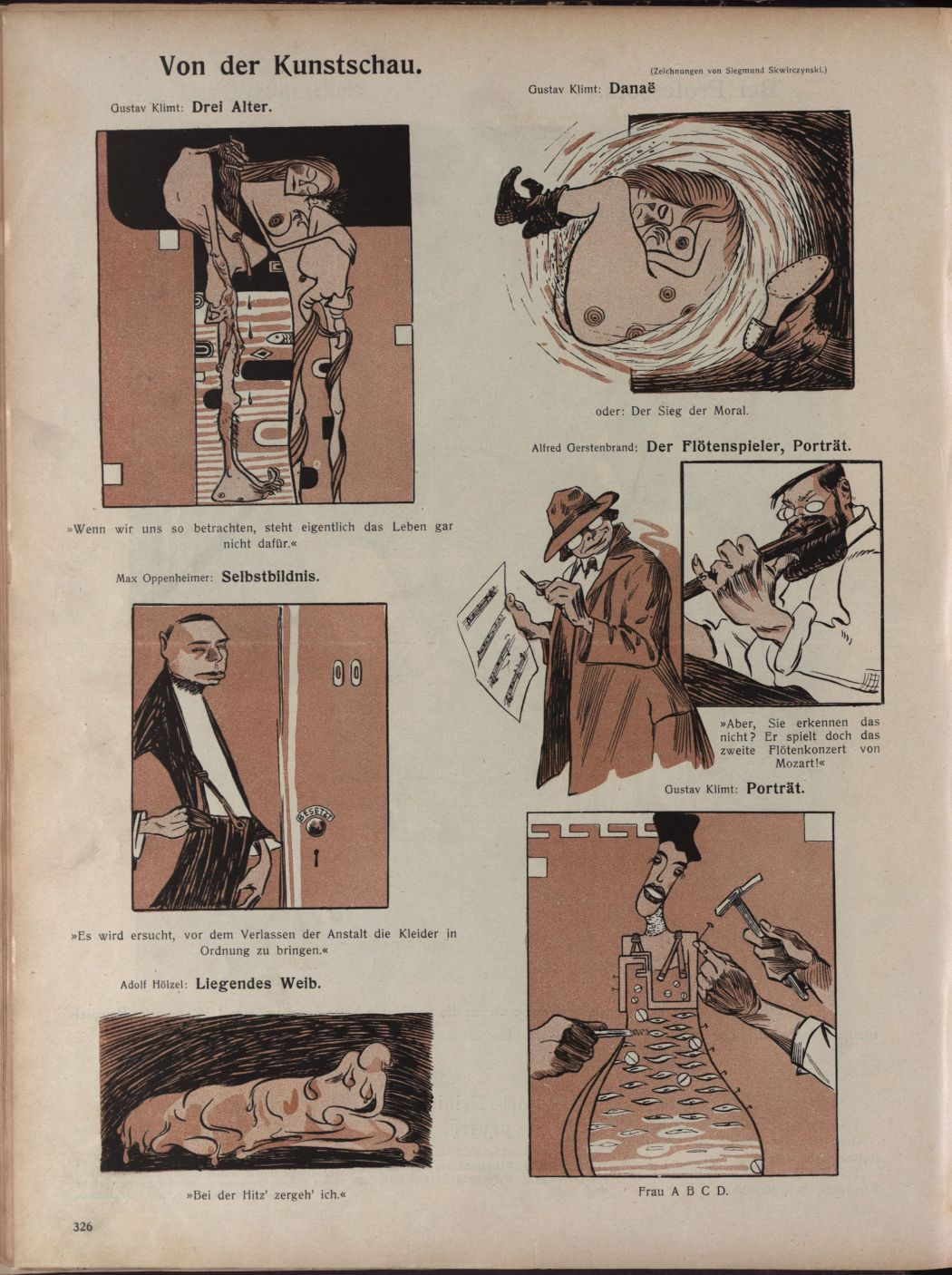
Zygmunt Skwirczyński: Von der Kunstschau, in Die Muskete, 2. Juli 1908

Nachwuchskünstlerinnen, die ausstellten, waren: Magda Mautner von Markhof, Marianne Adler, Olga Ambros, Helene Bernatzik, Maria Vera Brunner, Marianne Deutsch, Luise Horovitz, Ella Iranyi, Mizi Friedmann, Johanna Kaserer, Frieda Löw, Marianne Perlmutter, Minka Podhajska, Maria Pranke, Margarete von Remiz, Selma Singer, Elsa Seuffert, Marianne Steinberger, Paula Westhauser, Marianne Wieser, Elisabeth von Wolter, Fanny Harlfinger-Zakucka, Marianne Zels und Eva Zetter.
Der Raum der Wiener Werkstätte sowie der sogenannte „Plakatraum“ wurden für eine Gedenkausstellung 2008 rekonstruiert.